# Joan Garriga i Quadres
Joan Garriga i Quadres (San Pedro de Ribas, 1953) es maestro, activista social y político español. Fue diputado en el Parlamento de Cataluña por la Candidatura de Unidad Popular desde enero de 2016 hasta el final de la XI legislatura autonómica de Cataluña. Es un histórico de la izquierda independentista y veterano militante de la CUP conocido con el apodo de Nana.